# Сандра Начук
Сандра Начук (нар. 17 серпня 1980) — колишня сербська тенісистка.
Найвищу одиночну позицію світового рейтингу — 81 місце досягла 16 серпня 1999, парну — 74 місце — 4 грудня 2000 року.
Здобула 4 одиночні та 1 парний титул.
Найвищим досягненням на турнірах Великого шолома було 3 коло в одиночному розряді.
Завершила кар'єру 2004 року.

## Фінали турнірів WTA

### Парний розряд: 3 (1–2)
| Перемога — Легенда |
| ------------------ |
| Tier I (0–0)       |
| Tier II (0–0)      |
| Tier III (0–0)     |
| Tier IV (1–2)      |
| Tier V (0–0)       |

| Фінали за покриттям |
| ------------------- |
| Тверде (0–0)        |
| Трава (0–0)         |
| Ґрунт (1–2)         |
| Килим (0–0)         |

| Результат | Дата           | Турнір                | Покриття | Партнерка                     | Суперниці                               | Рахунок       |
| --------- | -------------- | --------------------- | -------- | ----------------------------- | --------------------------------------- | ------------- |
| Перемога  | 25 квітня 1999 | Будапешт, Угорщина    | Ґрунт    | Євгенія Куликовська           | Лаура Монтальво Вірхінія Руано Паскуаль | 6–3, 6–4      |
| Поразка   | 8 серпня 1999  | Кнокке-Гейст, Бельгія | Ґрунт    | Куликовська Євгенія Борисівна | Ева Мартінцова Елена Пампулова          | 6–3, 3–6, 3–6 |
| Поразка   | 23 квітня 2000 | Будапешт, Угорщина    | Ґрунт    | Єлена Костанич-Тошич          | Любомира Бачева Крістіна Торренс-Валеро | 0–6, 2–6      |

## Фінали ITF

### Одиночний розряд (4–1)
| Легенда         |
| --------------- |
| турніри $75,000 |
| турніри $50,000 |
| турніри $25,000 |
| турніри $10,000 |

| Фінали за покриттям |
| ------------------- |
| Тверде (2–1)        |
| Ґрунт (2–0)         |
| Трава (0–0)         |
| Килим (0–0)         |

| Результат | Ранг | Дата             | Турнір              | Покриття   | Суперниця      | Рахунок       |
| --------- | ---- | ---------------- | ------------------- | ---------- | -------------- | ------------- |
| Перемога  | 1.   | 11 серпня 1996   | Ребек, Бельгія      | Ґрунт      | Віржині Массар | 6–1, 2–6, 6–0 |
| Перемога  | 2.   | 15 вересня 1996  | Албена, Болгарія    | Ґрунт      | Аліна Тексор   | 7–5, 7–6      |
| Поразка   | 1.   | 2 листопада 1997 | Единбург, Шотландія | Тверде (i) | Барбара Шварц  | 6–3, 3–6, 4–6 |
| Перемога  | 3.   | 21 лютого 1998   | Редбрідж, Англія    | Тверде (i) | Лорна Вудрофф  | 6–4, 6–3      |
| Перемога  | 4.   | 1 листопада 1998 | Пуатьє, Франція     | Тверде (i) | Олена Макарова | 6–0, 5–7, 6–1 |

### Парний розряд (5–4)
| Легенда         |
| --------------- |
| турніри $75,000 |
| турніри $50,000 |
| турніри $25,000 |
| турніри $10,000 |

| Фінали за покриттям |
| ------------------- |
| Тверде (0–1)        |
| Ґрунт (5–2)         |
| Трава (0–0)         |
| Килим (0–1)         |

| Результат | Ранг | Дата             | Турнір                       | Покриття   | Партнерка           | Суперниці                                          | Рахунок       |
| --------- | ---- | ---------------- | ---------------------------- | ---------- | ------------------- | -------------------------------------------------- | ------------- |
| Перемога  | 1.   | 20 квітня 1997   | Барі, Італія                 | Ґрунт      | Драгана Зарич       | Ципора Обзилер Анна Смашнова                       | 6–4, 6–2      |
| Перемога  | 2.   | 31 серпня 1997   | Афіни, Греція                | Ґрунт      | Євгенія Куликовська | Роса Марія Андрес Родрігес Маріна Ескобар          | 6–4, 6–3      |
| Поразка   | 1.   | 21 вересня 1997  | Софія, Болгарія              | Ґрунт      | Драгана Зарич       | Сандра Клезель Карін Кшвендт                       | 4–6, 4–6      |
| Поразка   | 2.   | 19 жовтня 1997   | Саутгемптон, Англія          | Килим (i)  | Ленка Ценкова       | Жулі Пуллен Лорна Вудрофф                          | 2–6, 1–6      |
| Перемога  | 3.   | 16 вересня 2001  | Бордо, Франція               | Ґрунт      | Драгана Зарич       | Кончіта Мартінес Гранадос Антонелла Серра-Дзанетті | 6–2, 7–6(8–6) |
| Поразка   | 3.   | 4 листопада 2001 | Болтон, Англія               | Тверде (i) | Драгана Зарич       | Марія Головизніна Бахія Мухтассен                  | 4–6, 3–6      |
| Перемога  | 4.   | 2 червня 2002    | Мостар, Боснія і Герцеговина | Ґрунт      | Тіна Герголд        | Катарина Мишич Каталін Мароші                      | 6–3, 6–3      |
| Поразка   | 4.   | 16 червня 2002   | Градо, Італія                | Ґрунт      | Наташа Рандріантефі | Глорія Піццікіні Гана Шромова                      | 3–6, 5–7      |
| Перемога  | 5.   | 23 червня 2002   | Горіція, Італія              | Ґрунт      | Тіна Герголд        | Аранча Парра Сантонха Карла Тіене                  | 6–4, 6–3      |